# طيران التبت
طيران التبت هي شركة طيران، تقع مقراتها الرئيسية في كل من مدينتي لاسا وتشنغدو. وتتخذ من مطار لاسا وكذلك من مطار تشنغدو شوانغليو مراكز لعملياتها. وهي تمتلك أسطولاً حديثاً مكوناً من 35 طائرة، وتُشغل رحلات جوية إلى 24 وجهة.

## تاريخ
أنشئت الشركة في عام 2010، وبدأت عملياتها رسمياً بحلول عام 2011 عبر إطلاق أول خط جوي لها يربط بين مطار لاسا ومطار نغاري غونشا، وفي نفس العام أطلقت طيران التبت خطوط جوية أخرى نحو بكين وشانغهاي. وأعلنت في ذلك الوقت طيران التبت عن نيتها في بدأ رحلات جوية نحو مدن في أوروبا، وكذلك نحو مدن في الهند، ووجهات أخرى في شرق آسيا.
في عام 2016، أطلقت الشركة أول رحلة دولية لها تربط بين مطار تشنغدو شوانغليو ومطار ساموي في تايلاند.

## الأسطول
| نوع الطائرة    | في الخدمة | الطلبيات |
| -------------- | --------- | -------- |
| إيرباص إيه 319 | 24        | 1        |
| إيرباص إيه 320 | 6         | _        |
| إيرباص إيه 330 | 5         | _        |
| المجموع        | 35        | 1        |

## الوجهات
أغلب وجهات طيران التبت هي رحلات جوية داخلية تربط بين مدن صينية.